# Флюорит
Флюори́т (от лат. fluere — течь, название дано в 1529 году Агриколой в виде «флюорес» из-за его легкоплавкости (1360° C)), син.: плавиковый шпат, — минерал, фторид кальция CaF2. Хрупок, окрашен в различные цвета: жёлтый, зелёный, синий, голубой, красновато-розовый, фиолетовый, иногда фиолетово-чёрный; бесцветные кристаллы редки. Характерна зональность окраски. Окраска вызвана дефектами кристаллической структуры, которая весьма тонко реагирует на радиационное облучение и нагревание. Иногда содержит примеси радиоактивных элементов, в некоторых месторождениях — урана и тория.

## Свойства
Кубическая сингония, кристаллы кубические, октаэдрические, кубооктаэдрические. Обычны двойники прорастания. Спайность совершенная по октаэдру, благодаря слабым связям вдоль октаэдрических сеток структуры. Твёрдость 4. Излом раковистый, хрупкий. Плотность 3,18, а для иттриевых и цериевых разновидностей увеличивается до 3,3 и 3,6. Температура плавления 1360°. Диамагнитный. Под паяльной трубкой растрескивается и слегка плавится по краям. Растворим в концентрированной соляной кислоте с выделением HF, разъедающей стекло.
Чистые кристаллы флюорита обладают высокой прозрачностью в широком диапазоне: от вакуумного ультрафиолета до дальней инфракрасной области, ярко люминесцируют в катодных лучах и под действием ультрафиолетового излучения, обнаруживают свечение при нагревании (термолюминесценция). Флюорит является типичным флюоресцирующим минералом; при нагревании и после облучения ультрафиолетовым светом он фосфоресцирует. Собственно, термин «флюоресценция», предложенный Дж. Стоксом, происходит именно от названия этого минерала (а не наоборот, как иногда считают). От названия флюорита происходит также латинское название фтора, fluorum.

## Применение
Применяется:
- в металлургии — как плавень (флюс) для формирования легкоплавких шлаков и получения высококачественных сплавов. Название минерала («текучий») связано именно с этим его применением;
- в химической промышленности — для получения искусственного криолита для электрохимического производства алюминия, фтора и ряда фтористых соединений;
- в алюминиевой промышленности — для получения алюминия из бокситов с помощью криолита;
- в стекольной промышленности — для получения матового стекла;
- при эмалировании металлов для получения твёрдой и стойкой к воздействию различных агентов поверхности, для изготовления эмалей и глазурей;
- в оптике — прозрачные бесцветные разновидности кристаллов флюорита применяются при изготовлении линз, объективов, телескопов и различных приборов, требующихся для работ в ультрафиолетовом диапазоне, а также в средневолновом инфракрасном диапазоне. Кристаллы флюорита с примесями редкоземельных элементов, а также с железом могут быть применены в квантовых генераторах света;
- при обработке минерала серной кислотой получают плавиковую кислоту, с помощью которой можно вытравливать рисунок на стекле, или использовать в стоматологии для создания шероховатостей на керамических коронках.

Флюорит широко используется в атомной, электронной и космической технике. Например, фотографии Марса, сделанные советскими космическими аппаратами, были выполнены с помощью фотообъективов, изготовленных из оптического флюорита.

## Разновидности
- антозонит — тёмно-фиолетовый флюорит
- хлорофан — зелёный флюорит
- ратовкит — землистая или тонкозернистая разновидность флюорита
- иттрофлюорит — до 15—18 % кальция замещено иттрием

Характерна зональность окраски. Окраска связана с примесями редкоземельных элементов, а также хлора, железа, урана, тория. Бывает вызвана также дефектами кристаллической структуры, которая весьма тонко реагирует на радиоактивное облучение и на нагревание. Бывает зонально окрашенным.
Чистый флюорит бесцветный и водяно-прозрачный, со стеклянным блеском, но обычно он зелёный, фиолетовый, жёлтый и других окрасок, что обусловлено примесями или может быть следствием радиоактивных воздействий (жёлтая окраска). Тёмно-фиолетовые флюориты содержат повышенное количество стронция, а в зелёных разновидностях имеется немного самария. Редкоземельные элементы и некоторые тяжёлые металлы, а также избыточные ионы кальция придают ему различные окраски.

## Происхождение
Встречается главным образом в гидротермальных рудных жилах, в доломитах и известняках. В гипергенных условиях образуется ратовкит — землистая мелкокристаллическая разновидность осадочных пород. Акцессорный минерал в кислых магматических остаточных дифференциатах, а также в пегматитах.

## Сопутствующие минералы
В ассоциации с флюоритом можно встретить кварц, галенит, сфалерит, халькопирит, марказит, кальцит, доломит, гипс, целестин, барит, тетраэдрит, серебросодержащие минералы, молибденит, апатит, топаз, турмалин.

## Месторождения

### Мировые
Германия — Вёлсендорф (Бавария), Гарц, Тюрингия; Турция; Италия — Парс (Юж. Тироль); Монголия — Бэрх; Норвегия — Конгсберг; Гренландия — Ивигтуут; Великобритания — графство Дербишир; Канада — остров Ньюфаундленд; США — шт. Иллинойс; Таджикистан — Такоб, Магоф; Узбекистан — крупное месторождение в районе Чаткальского заповедника; Кыргызстан — Айдаркен (ранее Хайдаркан); Казахстан — Бадамское, Республика Башкортостан (Россия) — Суранское месторождение.

### Российские
Российские месторождения флюорита впервые открыты в XVIII веке. В 1770 году российский рудознатец Григорий Кугушев обнаружил «белый полевой шпат» (флюорит) у реки Аргунь около деревни Ключевской, его затем использовали для разделения серебра и свинца. В августе 1781 года месторождение флюорита у реки Шилки в горе Лучуйской обнаружил П. Е. Томилов, после чего было добыто 2204 пуда и использовано для очистки 19492 пудов свинца. Его также использовали при выплавке меди с примесью серебра не более 2 золотников в пуде.
В СССР первые месторождения флюорита обнаружила в 1932 году Вайгачская экспедиция ОГПУ. 30 сентября 1933 г. началась добыча флюорита в Амдерме, где были обнаружены крупнейшие в СССР залежи плавикового шпата с запасами 3 000 000 тонн.
Впоследствии крупные месторождения флюорита были обнаружены в Забайкалье: Абагайтуй, Калангуй (Забайкальский край), месторождения Бурятии (Хурайское, Ара-Таширское и другие). Помимо забайкальской группы месторождений — Ярославское (Приморский край), Кондомское и Таштагольское (Горная Шория), и мн. др.

## Из истории применения
Камень используется с древности для изготовления некрупных видов посуды, вазочек, шкатулок, а также в украшениях. Он часто ценился выше золота по своим уникальным качествам и красоте. В настоящее время флюорит используется в оптике, в плавильной промышленности и ювелирных украшениях. При нагревании в темноте светится.

## Галерея

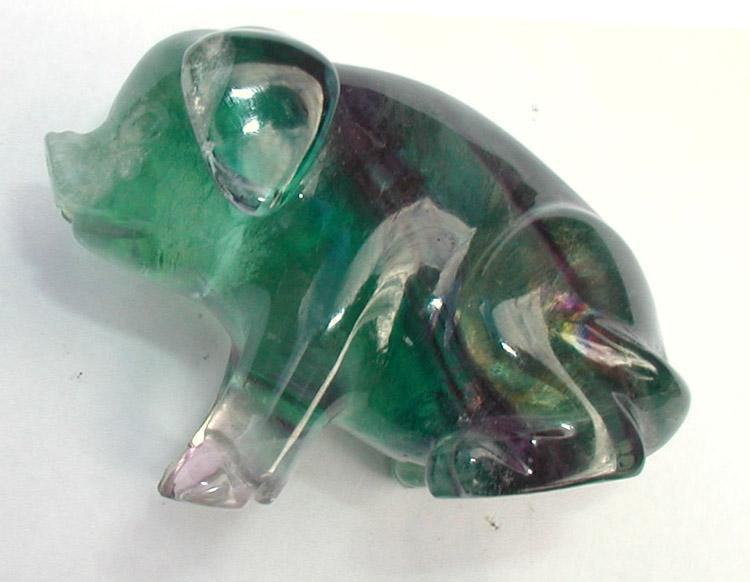
Свинья длиной 5 см, вырезанная из флюорита
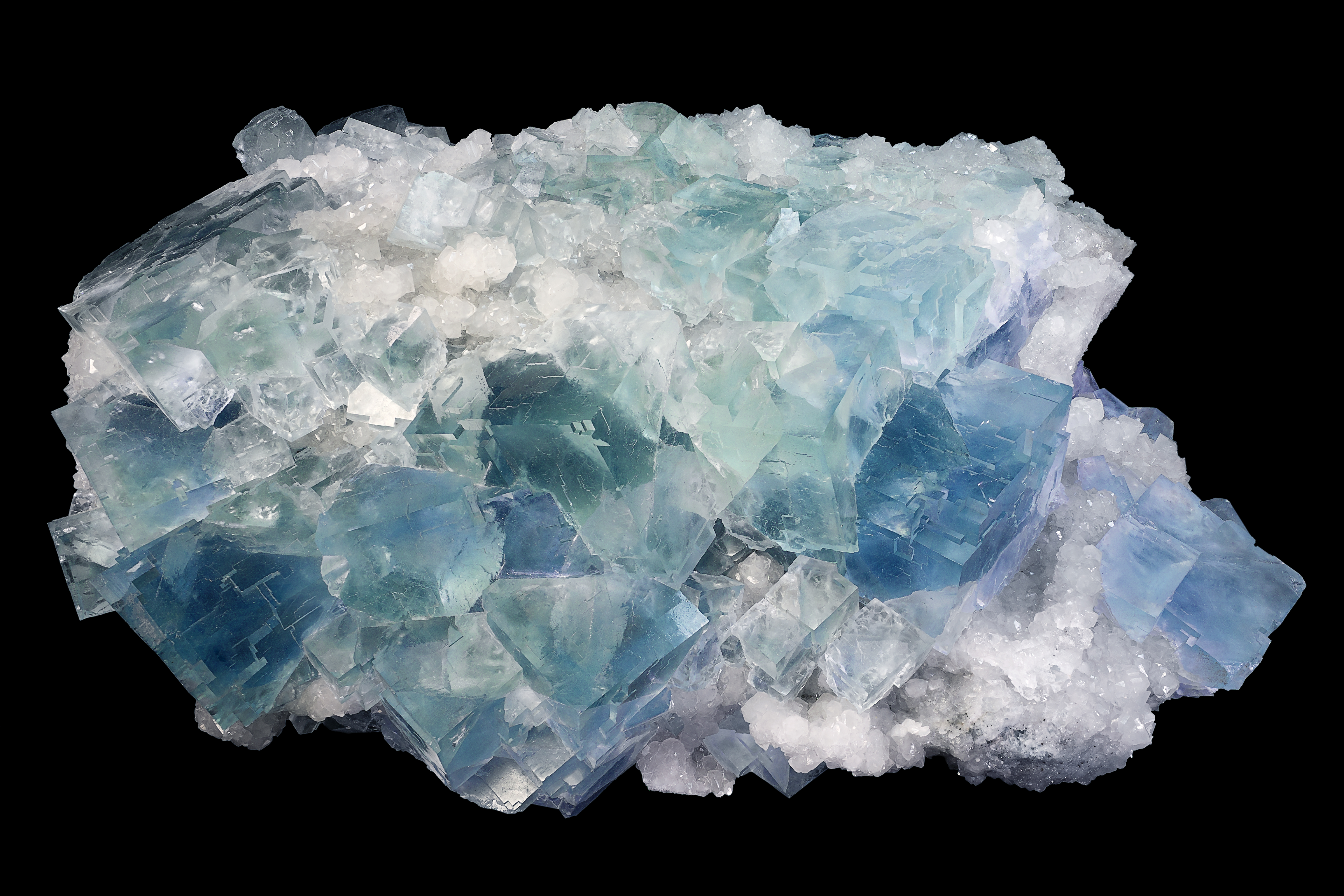
Флюорит
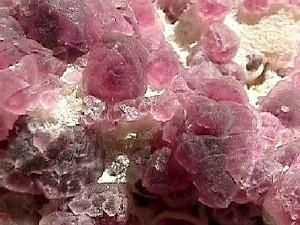
Кристаллы флюорита из Нью-Мексико, США
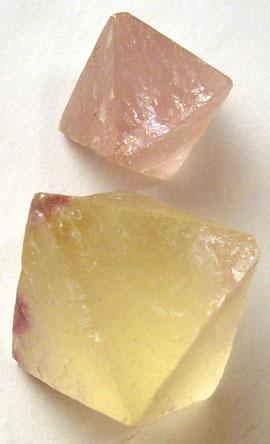
Выколки по спайности
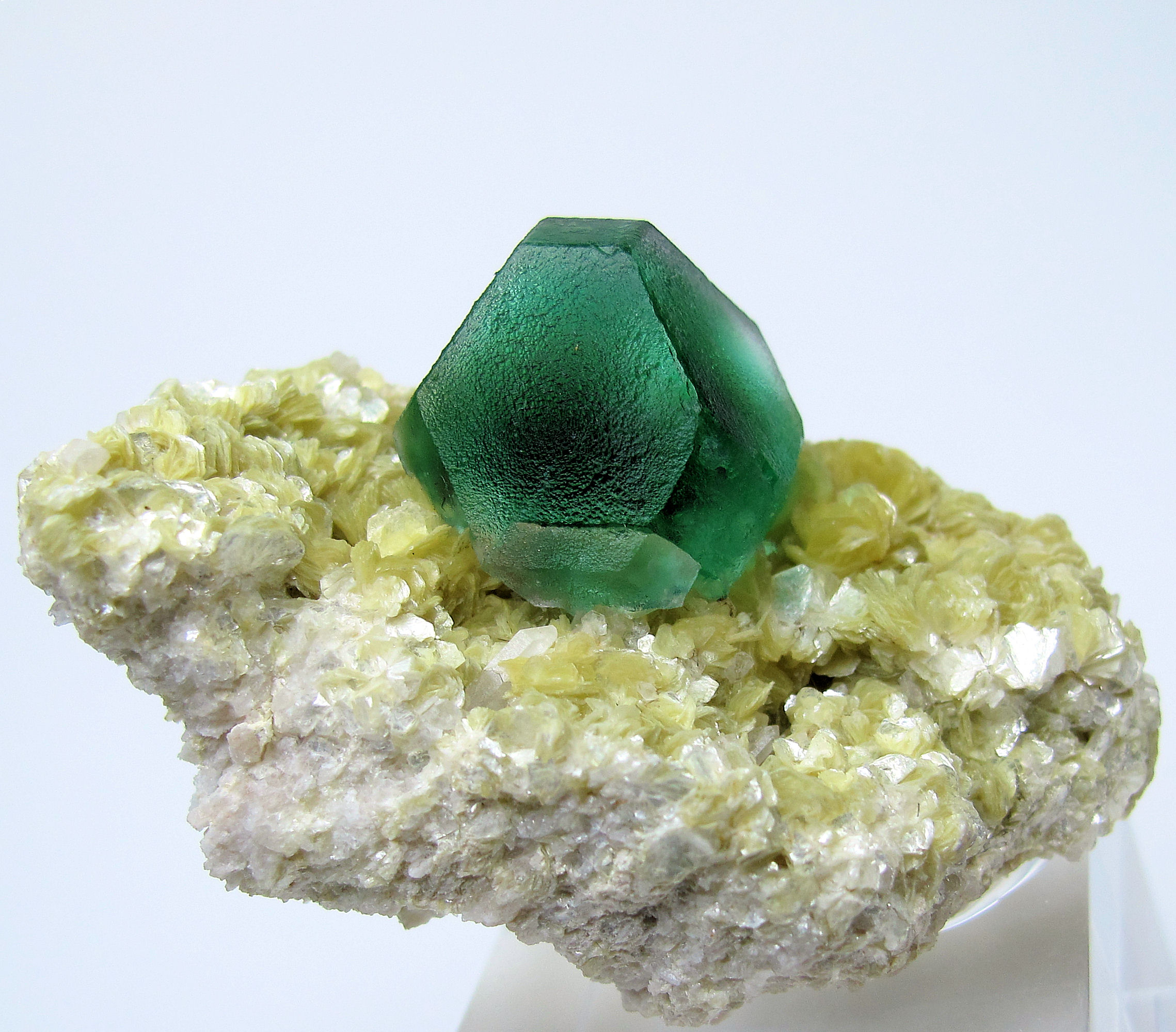
Тёмно-зелёный флюорит из гор Эронго, Намибия
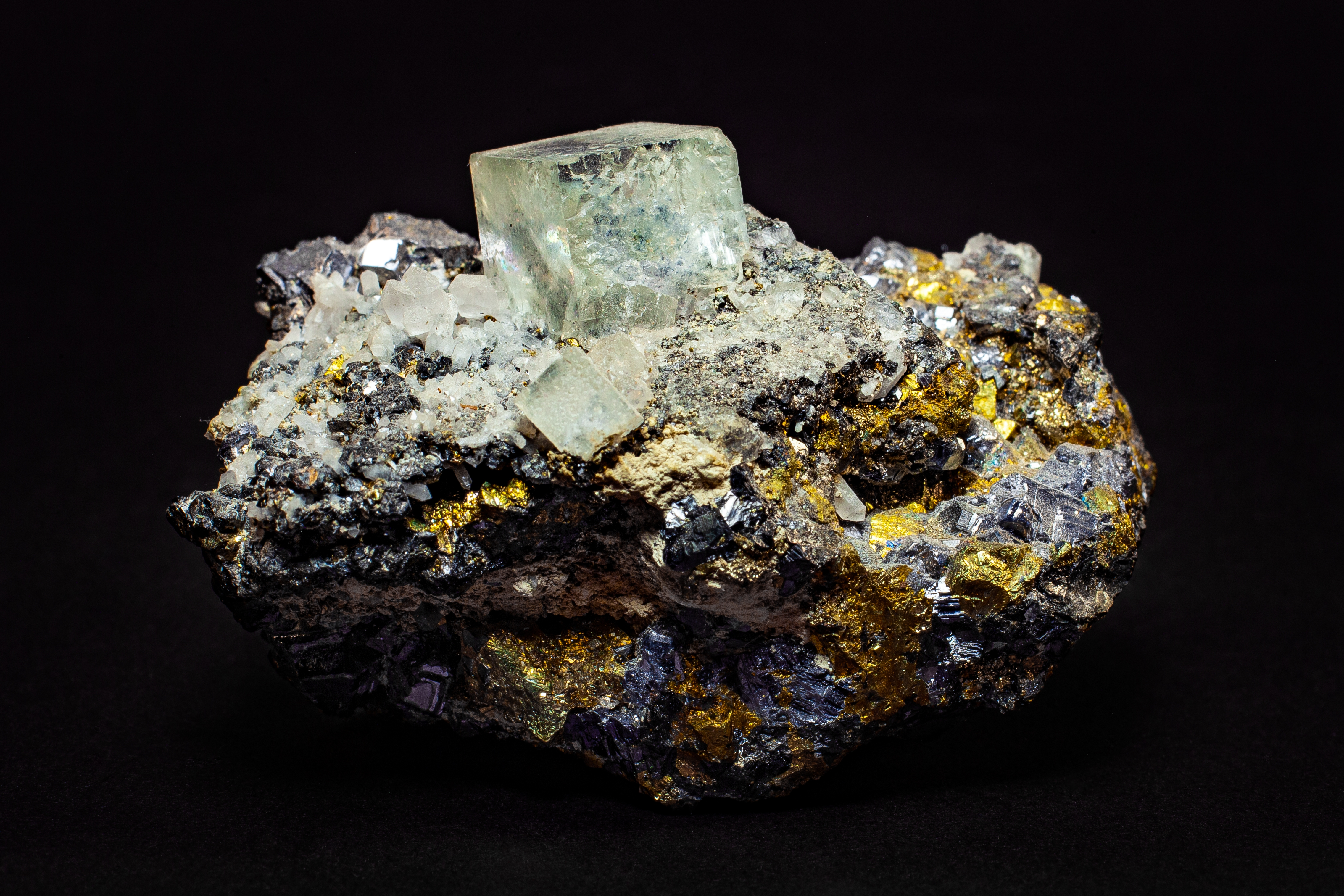
Кристалл Флюорита на галените с пиритом. Месторождение: Дальнегорск